# Do The Best "Great Supporters Selection"
『Do The Best "Great Supporters Selection"』（ドゥ・ザ・ベスト・グレート・サポーターズ・セレクション）は、日本のロックバンド・Do As Infinityが2006年3月15日にavex traxから発売した2枚目のコンピレーションアルバムである。

## 内容
前作『Do The A-side』から約6ヶ月ぶり、コンピレーションアルバムとしては前作『Do The B-side』から約1年6ヶ月ぶりの作品。『Do As Infinity -Final-』『Do The Box』『Do As Infinity Instrumental Collection "MINUS V"』と同時発売された。
オフィシャルサイトにて今作発売までに発表された既発作品を対象にファン投票を行い、選出された上位30曲を順に2枚組で収録したセレクション・アルバムとなっている。

## 収録曲

### Disc 1
1. あいのうた [4:38]
4thアルバムの収録曲。
2. 陽のあたる坂道 [4:24]
12thシングルの表題曲。
3. 本日ハ晴天ナリ [3:17]
16thシングルの表題曲。
4. SUMMER DAYS [3:52]
5thシングルのカップリング曲。
5. 柊 [4:30]
17thシングルの表題曲。
6. Yesterday & Today [5:05]
4thシングルの表題曲。
7. 科学の夜 [5:08]
5thアルバムの収録曲。
8. We are. [4:25]
6thシングルの表題曲。
9. 遠雷 [3:43]
3rdアルバムの収録曲。
10. Oasis [4:43]
3rdシングルの表題曲。
11. 冒険者たち [4:09]
11thシングルの表題曲。
12. 遠くまで [4:30]
8thシングルの表題曲。
13. 空想旅団 [4:56]
4thアルバムの収録曲。
14. I miss you? [3:49]
作詞：Tomiko Van
作曲：D・A・I
編曲：Do As Infinity、Seiji Kameda
NANAのトリビュートアルバムに提供した楽曲。バンド名義の作品には今作が初収録となった。
15. Field of dreams [4:56]
5thアルバムの収録曲。

### Disc 2
1. 夜鷹の夢 [4:50]
6thアルバムの収録曲。
2. TAO [4:37]
20thシングルの表題曲。
3. タダイマ [4:25]
3rdアルバムの収録曲。
4. Week! [3:29]
9thシングルの表題曲。
5. One or Eight [3:29]
14thシングルのカップリング曲。
6. new world [5:24]
6thシングルのカップリング曲。今作ではベストアルバム「Do The Best」同様、アルバムバージョンからイントロをカットしたバージョンが収録されている。
7. 深い森 [4:09]
10thシングルの表題曲。
8. under the sun [4:07]
両A面からなる13thシングルの表題1曲目。
9. 真実の詩 [4:15]
14thシングルの表題曲。
10. 菜ノ花畑 [3:37]
6thアルバムの収録曲。
11. Desire [4:30]
7thシングルの表題曲。
12. Tangerine Dream [4:19]
1stシングルの表題曲。
13. nice & easy [4:21]
1stベストアルバムの収録曲。
14. BE FREE [4:14]
1stコンピレーションアルバムの収録曲。
15. 永遠 [4:47]
6thシングルのカップリング曲。